# Ferrocarril de Aguas Blancas
El Ferrocarril de Aguas Blancas, también conocido como Ferrocarril de Caleta Coloso a Aguas Blancas, era una línea ferroviaria chilena existente en el Desierto de Atacama, en la actual Región de Antofagasta.

## Historia

### Antecedentes
Mediante una ley del 7 de enero de 1882 se autorizó a Juan Basterrica, Juan Carlos Vera y Francisco J. Miranda para construir y operar durante 30 años una línea de ferrocarril entre Antofagasta y las oficinas salitreras del sector de Aguas Blancas; al no haber podido iniciar la construcción dentro de los plazos estipulados, una ley del 10 de enero de 1884 prorrogó el inicio de obras en dos años. Incumplidos otra vez los plazos, una ley del 4 de septiembre de 1888 canceló la concesión.
Un año después, un decreto del 29 de octubre de 1889 solicitó propuestas para construir el ferrocarril, mientras que el 31 de diciembre del mismo año fue aceptado el proyecto presentado por Jorge Phillips. El 8 de abril de 1890 un decreto fijó la trocha de la vía en 762 mm mientras que el 31 de diciembre de 1890 fueron aprobados los planos del trazado. Dicha concesión también fue caducada al no cumplirse los plazos señalados y el 22 de enero de 1894 le fue concedida una concesión a Carlos A. Watters para construir el ferrocarril a Aguas Blancas, la cual también caducó por incumplir los plazos.

### Construcción y operación
Luego del fracaso de las anteriores concesiones, la sociedad Granja y Domínguez recibió el 28 de diciembre de 1898 la autorización para la construcción y operación del ferrocarril, mientras que el 26 de enero de 1899 fueron aprobados los planos definitivos y el 21 de mayo de 1901 fue habilitada la Caleta Coloso como puerto menor y punto de término de la vía férrea. El 23 de julio del mismo año fue inaugurada la vía entre Coloso y la oficina Pepita (98 km), y el 15 de octubre de 1902 fue entregada oficialmente al servicio.
En enero de 1909 la «Compañía Ferrocarril de Aguas Blancas» adquirió el ferrocarril a la empresa propietaria original («Ferrocarril Caleta Coloso») y se convirtió en una subsidiaria del Ferrocarril de Antofagasta a Bolivia (FCAB). Si bien formaba parte como una especie de ramal del FCAB, el Ferrocarril de Aguas Blancas no estuvo conectada a la otra línea hasta que se hizo una conexión de 10 km entre ambas en las cercanías de la estación La Negra en 1911.
En 1906 la longitud total de la red del Ferrocarril de Aguas Blancas era de 162 km, mientras que hacia 1928 la extensión total ya alcanzaba los 281,8 km. Con la construcción del ferrocarril Longitudinal Norte, el Ferrocarril Aguas Blancas cruzó dicha vía a la altura de la estación Aguas Blancas.
Hacia 1958 el Ferrocarril de Aguas Blancas poseía 6 locomotoras, 3 coches y 362 carros de carga. Los últimos tramos existentes del ferrocarril fueron cerrados en junio de 1961 y sus vías levantadas.

## Trazado
Hacia 1910 el Ferrocarril de Aguas Blancas poseía las siguientes estaciones:
| Estación             | Km    | Altura (m s. n. m.) |
| -------------------- | ----- | ------------------- |
| Coloso               | 0     | 6,84                |
| Carrizo              | 10,7  | 158,30              |
| La Negra             | 22,5  | 412,16              |
| Kilómetro 40         | 39,3  | 622,55              |
| Varillas             | 52,3  | 861,70              |
| Kilómetro 66         | 66,3  | 1040,42             |
| Yungay               | 91,9  | 967,80              |
| Oficina Pampa Rica   | 91,9  | 1019,87             |
| Oficina Pepita       | 97,2  | 967,00              |
| Oficina Avanzada     | 112,2 | 1041,83             |
| Oficina Oriente      | 106,1 | 968,99              |
| Oficina Americana    | 107,9 | 959,00              |
| Oficina Castilla     | 125,7 | 788,23              |
| Oficina Eugenia      | 100,7 | 1030,54             |
| Oficina Petronila    | 103,3 | 1020,64             |
| Oficina María Teresa | 108,3 | 1135,35             |
| Oficina Bonasort     | 110,8 | 1146,60             |
| Oficina San Gregorio | 112,6 | 1128,37             |
| Oficina Valparaíso   | 116,0 | 1202,75             |

### Ramales
| Nombre                             | Punto de empalme           | Longitud (km) |
| ---------------------------------- | -------------------------- | ------------- |
| Pampa Rica                         | Km 90,575, línea principal | 1,37          |
| Pepita                             | Km 91,965, estación Yungay | 5,24          |
| Cota                               | Km 97,210, oficina Pepita  | 0,13          |
| Avanzada                           | Km 98,510, ramal Norte     | 13,69         |
| Oriente                            | Km 101,890, ramal Norte    | 4,23          |
| Castilla (término del ramal Norte) | Km 107,930, ramal Norte    | 17,77         |
| Eugenia                            | Km 99,910, ramal Sur       | 0,83          |
| Petronila                          | Km 99,910, ramal Sur       | 3,45          |
| María Teresa                       | Km 106,250, ramal Bonasort | 2,05          |
| Bonasort                           | Km 103,680, ramal Sur      | 7,17          |
| San Gregorio                       | Km 109,380, ramal Sur      | 3,25          |
| Valparaíso (término del ramal Sur) | Km 109,380, ramal Sur      | 6,68          |